# Замок Карісбрук
Замок Керісбрук — історичний замок Мотт-енд-Бейлі, розташований у селі Керісбрук (поблизу Ньюпорта), острів Вайт, Англія. Карл I був ув'язнений у замку за кілька місяців до суду.

## Рання історія
Замок Керісбрук, можливо, був населений у доримські часи. Зруйнована стіна свідчить про те, що в пізньоримські часи тут була будівля. Англосаксонська хроніка згадує, що Вітгар, двоюрідний брат короля Кінріка Вессекського, помер у 544 році нашої ери і був похований там. Юти могли захопити форт наприкінці 7 століття. Англосаксонська фортеця займала це місце протягом VIII століття. Близько 1000 року навколо пагорба була побудована стіна для захисту від набігів вікінгів.

## Пізніша історія

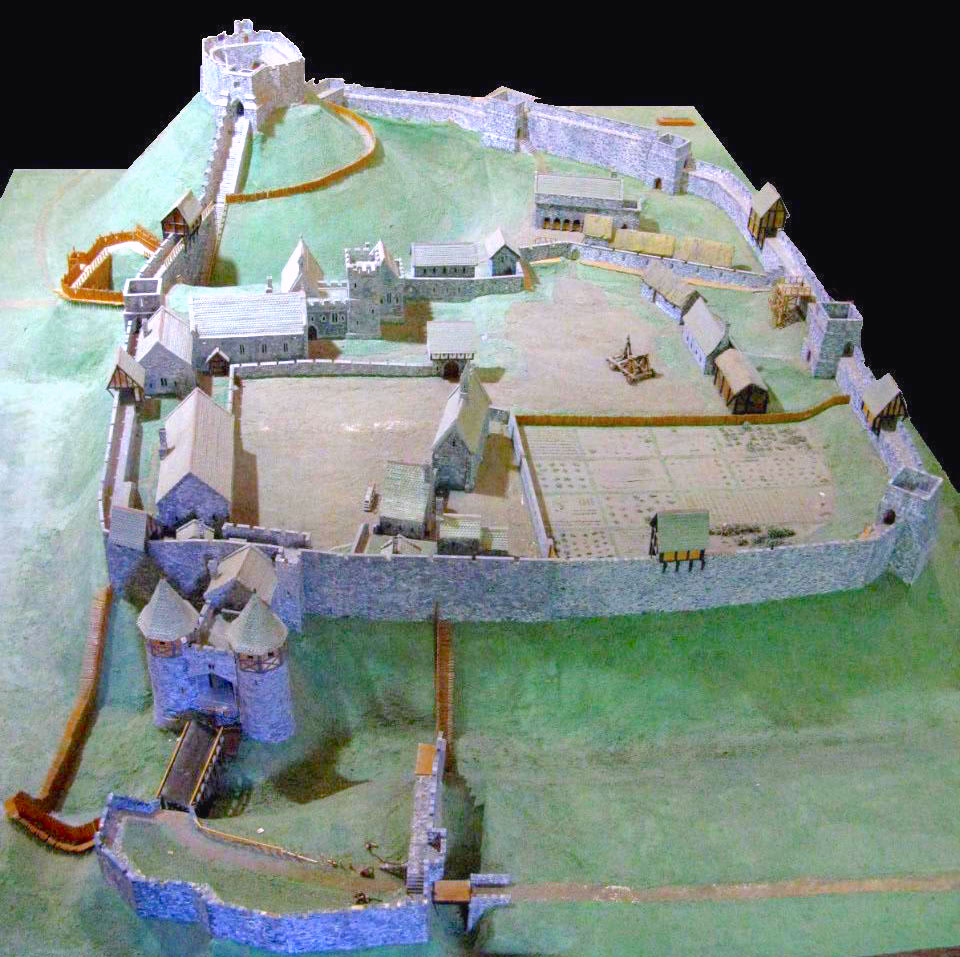
Реконструкція замку Керісбрук у 14 столітті

З 1100 року замок залишався у володінні сім'ї Річарда де Редверса, і протягом наступних двох століть його нащадки вдосконалили замок кам'яними стінами, вежами та фортецею. У 1293 році графиня Ізабелла де Фортібус, остання жителька Редверсу, продала замок Едуарду I. Відтоді управління нею було доручено старостам як представникам корони.
У 1377 році, за правління Річарда II, замок зазнав невдалої атаки французів. Вважається, що його врятував місцевий герой Пітер де Хейно, який застрелив французького командира. Ентоні Вудвілл, лорд Скейлз, пізніше Ерл Ріверс, отримав грант на замок і права лорда в 1467 році. Він відповідав за добудову Вудвільської брами, тепер відомої як В’їзна брама. Вудвілл був убитий Річардом III у 1483 році, але його брат Едвард Вудвілл отримав контроль над замком після вступу на престол Генріха VII у 1485 році.
Замок був доданий до замку під час правління Генріха I, а під час правління Єлизавети I, коли очікувалася іспанська Армада, сер Джордж Кері, який був призначений губернатором острова Вайт, оточив його додатковими укріпленнями. у 1583 р. Пізніше Кері доручив італійському інженеру Федеріго Джамбеллі (або Дженебеллі) зробити більш суттєві вдосконалення оборони. Починаючи з 1597 року, Джамбеллі побудував сучасну італійську фортифікаційну споруду, присадкуватий вал і рів, підтримуваний з інтервалами потужними бастіонами, які повністю оточували старий замок і бейлі. Нове укріплення було здебільшого завершено до 1600 року вартістю 4000 фунтів стерлінгів.

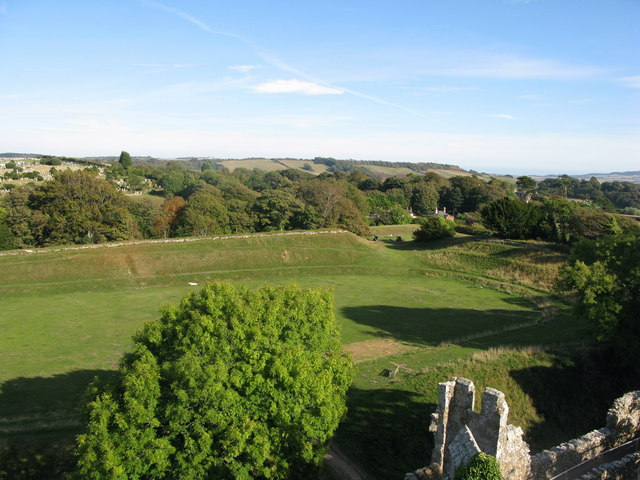
Зелене поле для боулінгу, яке використовував Карл I під час свого ув'язнення

Карл I був ув'язнений тут протягом чотирнадцяти місяців до його страти в 1649 році. Після цього двоє його молодших дітей були ув'язнені в замку, і там померла принцеса Єлизавета. З 1896 по 1944 рік це був будинок принцеси Беатріс, дочки королеви Вікторії, яка була губернатором острова Уайт. Зараз він перебуває під контролем English Heritage.
Замок розташований над центром села Карісбрук і на південь від нього.
У 2007 році English Heritage відкрила квартиру для відпочинку всередині замку, у переобладнаних колишніх приміщеннях персоналу. Протягом 2019 року замок відвідало 131 358 осіб.

## опис

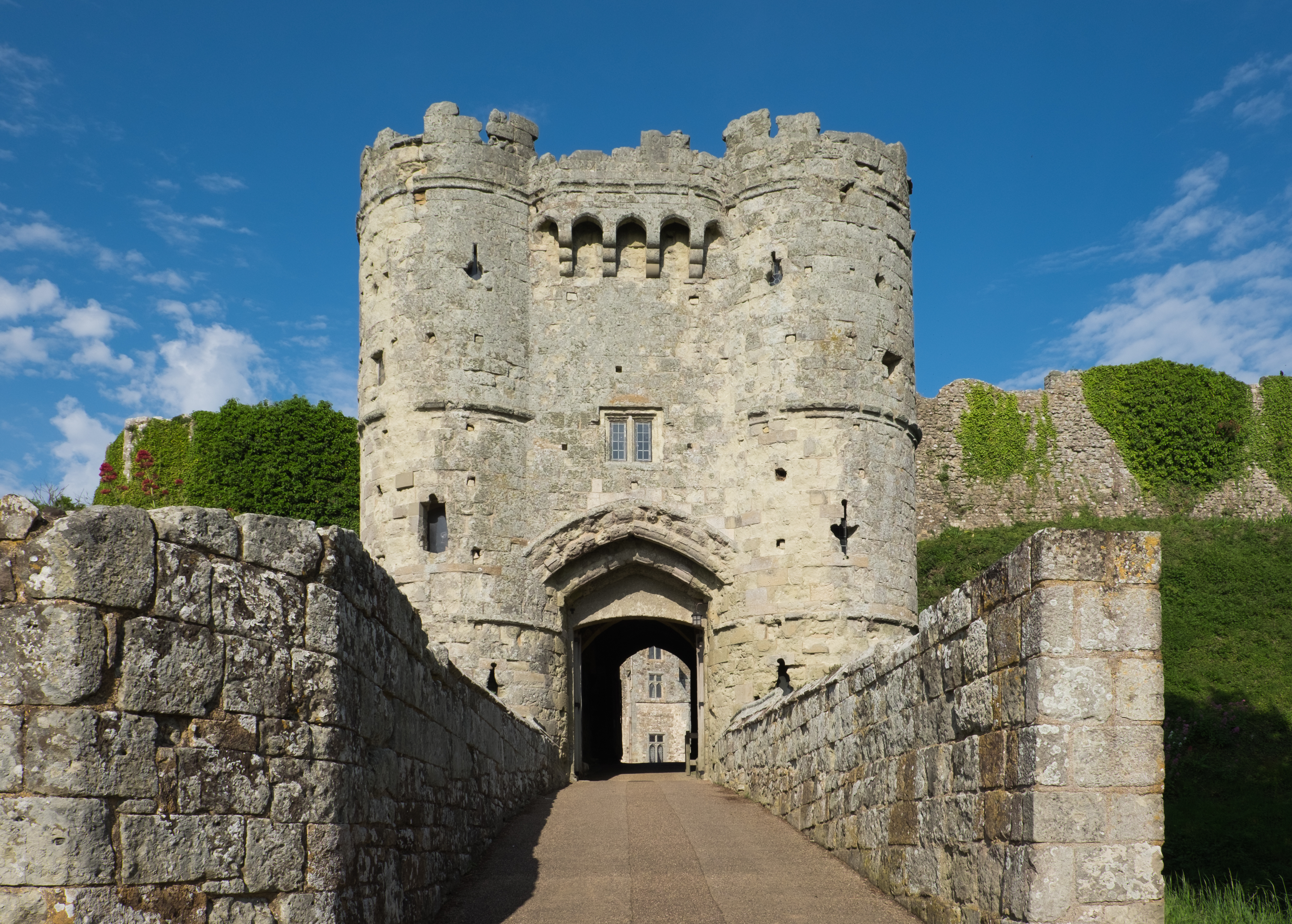
Сторожковий вхід до замку

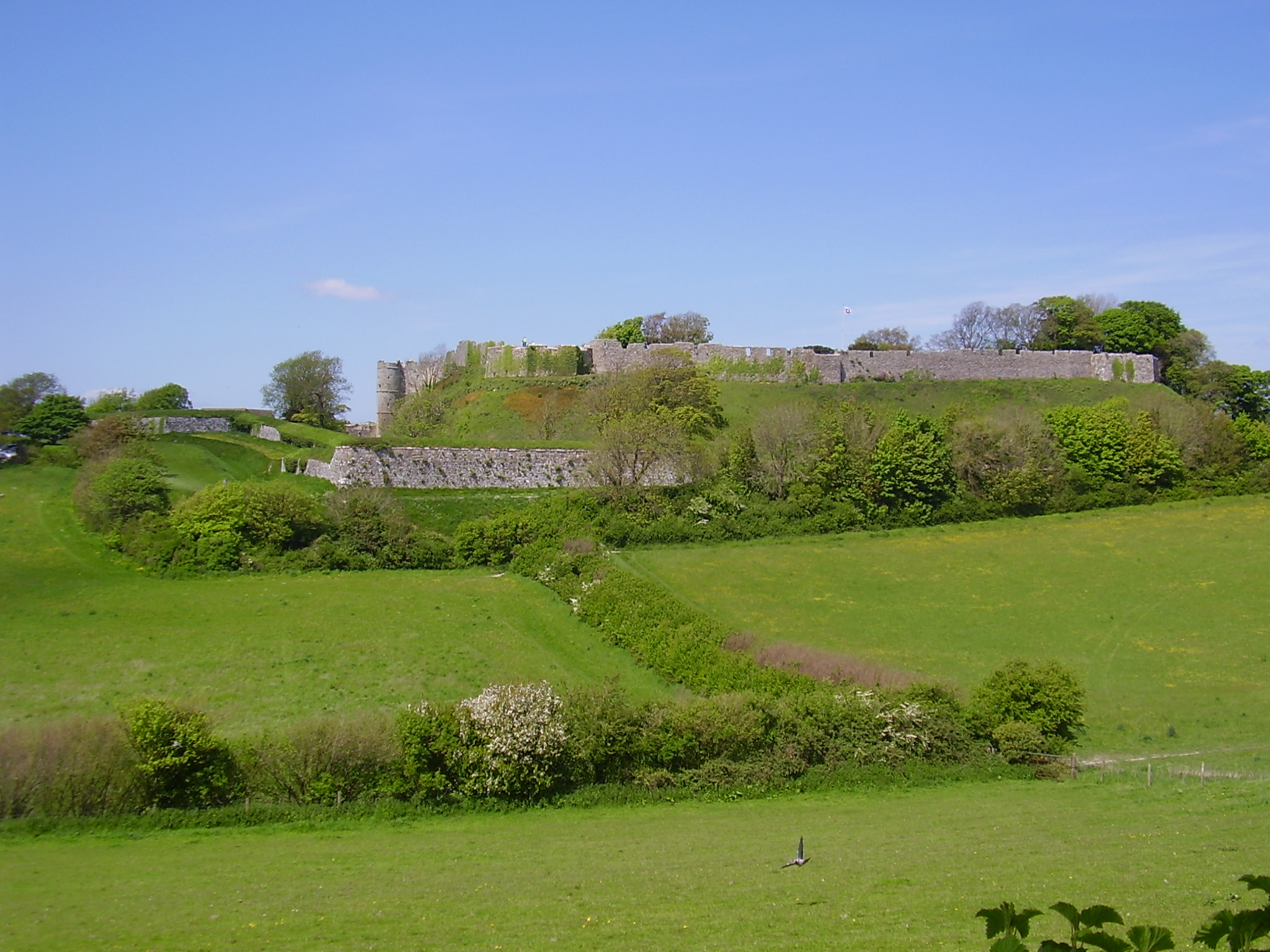
Вид на замок з півдня

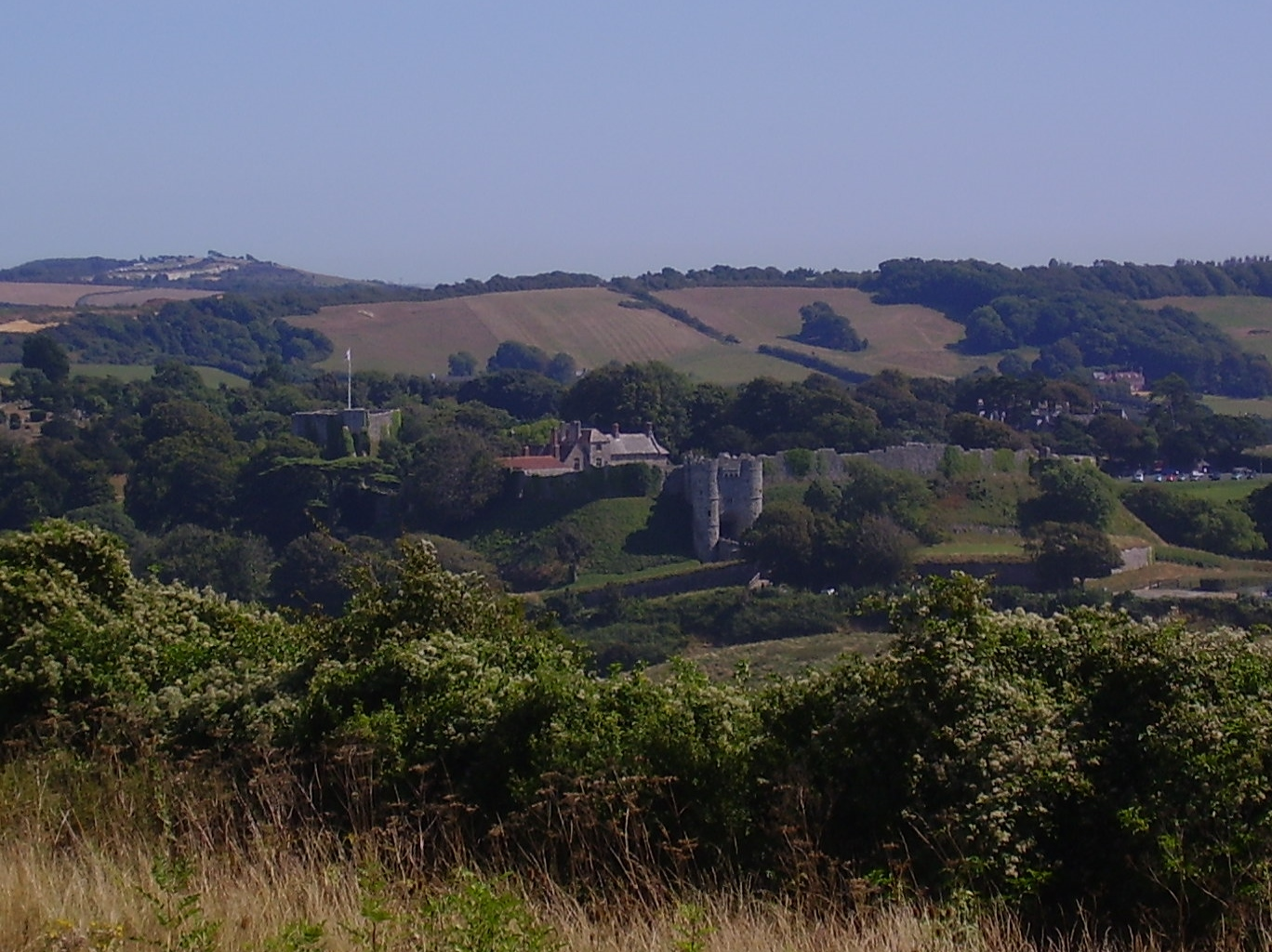
Вид на замок із заходу

Карісбрук був найміцнішим замком на острові; Хоча його видно з певної відстані, він не домінує над сільською місцевістю, як багато інших замків.
Під пізнішими будівлями є сліди римського форту. До фортеці веде сімдесят одна сходинка. У центрі замкової огорожі — господарські споруди; вони в основному 13 століття, з верхніми частинами 16 століття. Деякі з них знаходяться в руїнах, але основні кімнати використовувалися як офіційна резиденція губернатора острова Уайт до 1940-х років, і вони залишаються в хорошому стані.
Великий зал, Велика зала та кілька менших кімнат відкриті для відвідування, а у верхній кімнаті розміщено Музей острова Уайт. Більшість номерів частково умебльовані.
Одним з головних експонатів музею є король Карл I. Він намагався втекти із замку в 1648 році, але не зміг пролізти через ґрати свого вікна.
Назва замку повторюється в зовсім іншій споруді на іншому кінці світу. Візит до замку Джеймса Макандрю, одного із засновників новозеландського міста Данідін, змусив його назвати свій маєток «Карісбрук». Назва маєтку пізніше була використана для головного спортивного майданчика Данідіна.

### Головні ворота
Воротна вежа була споруджена лордом Скейлом, який на той час був володарем замку в 1464 році.

### Каплиця
Каплиця розташована біля головних воріт. У 1904 році каплиця Святого Миколая в замку була знову відкрита та освячена, перебудована як національний меморіал Карла I. У стінах знаходиться колодязь 200 фут (61 м) глибоко, а інший у центрі фортеці, як вважають, був ще глибшим.

### The Well-House

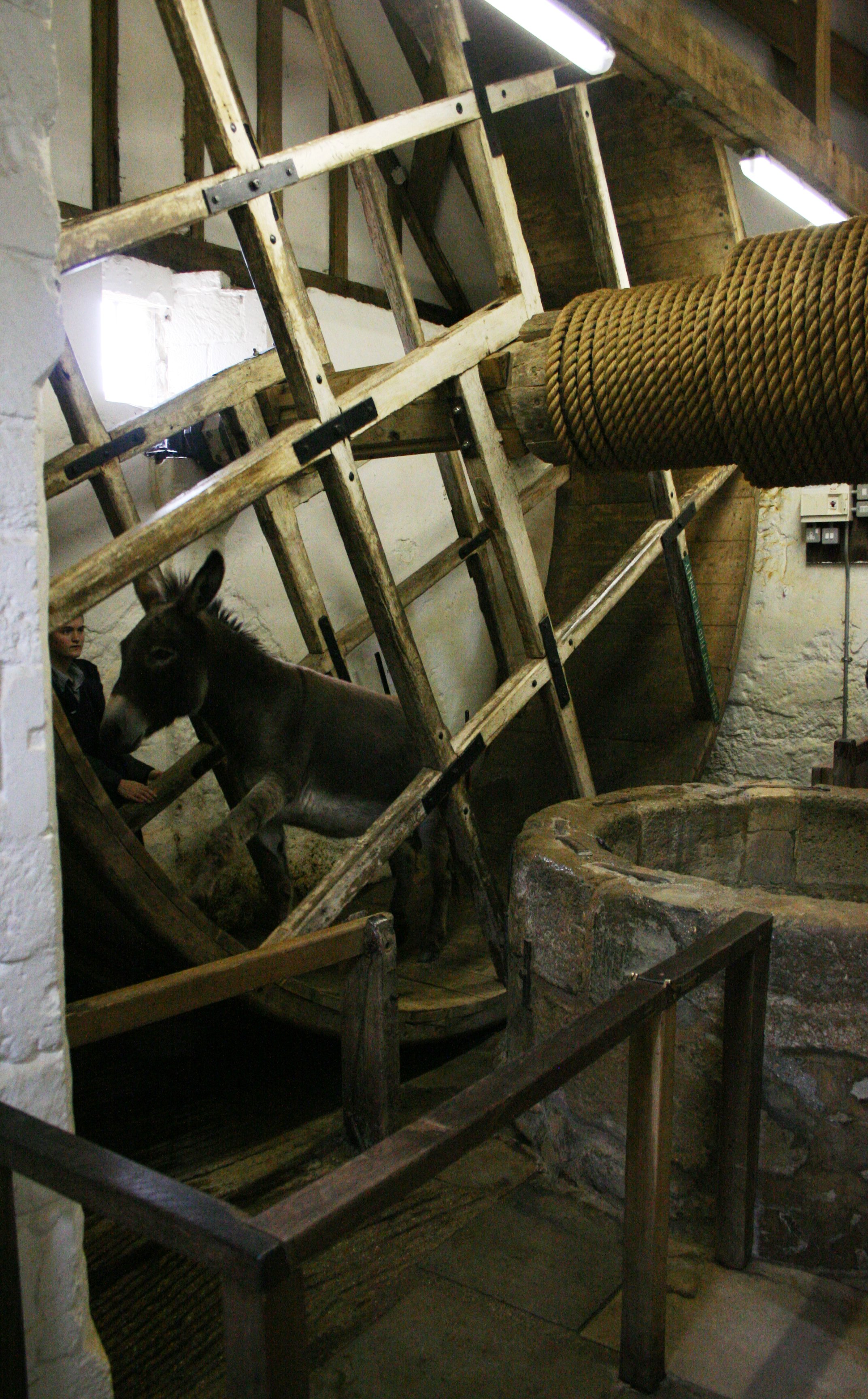
Осел, який керує колодязем

Поруч із господарськими будівлями знаходиться колодязь із діючим ослиним колесом. Оскільки ним досі керують осли, колесо є чудовою атракцією та створює довгі черги. У пригодницькому романі Дж. Міда Фолкнера «Місячний флот» 1898 року колодязь також відомий як місце сховку діаманта Мохуне. Уїндхем Льюїс, який у дитинстві жив на острові Вайт, цитує осляче колесо в Карісбруку як образ того, як машини нав’язують спосіб життя людям («Нижчі релігії», опублікована 1917 р.).

### Палата Констебля
Палата Констебля — велика кімната, розташована в середньовічній частині замку. Це була спальня Карла I, коли він був ув'язнений у замку, і принцеса Беатріс використовувала її як їдальню. Зараз тут зберігається ліжко Карла I, а також велика колекція голів оленів і антилоп принцеси Беатріс. Це приміщення донедавна використовувалося як освітній центр замку.

### Земляні роботи
Навколо всього замку розташовані великі земляні роботи, розроблені італійцем Федеріго Джанібеллі, розпочаті за рік до іспанської армади. Вони були закінчені в 1590-х роках. На зовнішніх воротах є дата 1598 і герб Єлизавети я

## Список констеблів замку Карісбрук
| Ім'я                              | Дати в офісі | Джерело |
| --------------------------------- | ------------ | ------- |
| Вільям Брайвер молодший           | 1217         | [ 11 ]  |
| Валеран Тайс                      | 1224         | [ 11 ]  |
| Савері де Молеон                  | 1227         | [ 11 ]  |
| Єпископ Вінчестерський            | 1233         | [ 11 ]  |
| Бенедикт                          | 1269         | [ 11 ]  |
| Х'ю де Ханнебі                    | 1270         | [ 11 ]  |
| Джон Гардінгтон                   | 1277         | [ 11 ]  |
| Хамфрі де Данстер                 | бл.1294 р    | [ 12 ]  |
| Сер Вільям Рассел                 | ?–1307       | [ 13 ]  |
| Микола де Буа                     | 1307/1309?   | [ 14 ]  |
| Джон де Ленгфорд                  | 1334         | [ 11 ]  |
| Сер Х'ю Тіррел                    | 1377         | [ 11 ]  |
| Вільям де Монтегю, граф Солсбері  | 1382–1397    | [ 15 ]  |
| Генрі Бофорт, 3-й герцог Сомерсет | 1457-?       |         |
| Ентоні Вудвілл                    | 1467–1483    | [ 3 ]   |
| Сер Едвард Вудвілл                | 1485–1488    | [ 16 ]  |
| Сер Реджинальд Брей               | 1495–1503    | [ 11 ]  |
| Сер Ніколас Уодхем (пом. 1542)    | 1509–1520    | [ 17 ]  |
| Томас Кромвель, 1-й граф Ессекс   | 1520–1538    | [ 11 ]  |

## Див. так.
- Список замків Англії

## зовнішні посилання
- Офіційна інформація про англійську спадщину замку Карісбрук
- Офіційний сайт музею замку Карісбрук
- «Замок Керісбрук: острівна фортеця та королівська в’язниця» в Google Arts & Culture
- Церква Карісбрук із «Путівника негрів по острову Вайт», 1870 р
- Опис Карісбрука Бенджаміном Франкліном із « Journal of a Voyage», 1726 рік